# نارمانداخین نارانخو
نارمانداخین نارانخو (به مغولی: Нармандахын Наранхүү) یک کشتی‌گیر آزادکار اهل کشور مغولستان است.
از افتخارات وی می‌توان به کسب مدال برنز قهرمانی کشتی جهان ۲۰۲۲ اشاره کرد.

## فعالیت حرفه‌ای

### قهرمانی کشتی جهان ۲۰۲۲
نارانخو در وزن ۶۱ کیلوگرم کشتی آزاد قهرمانی کشتی جهان ۲۰۲۲ بلگراد شرکت کرد، او در مسابقه های اول تا سوم ایگور چیچیوئی از مولداوی، تیموراز وانیشویلی از گرجستان و الوکبک ژولدوشبیکوف از قرقیزستان را شکست داد اما در نیمه نهایی به رضا اطری از ایران باخت و به دیدار رده‌بندی رفت. وی در دیدار رده‌بندی گئورگی وانگلوف از بلغارستان را شکست داد و مدال برنز را بدست آورد.